# Fiskeby Järnväg
| Streckenlänge: | 5,5 km                      |                                  |                 |
| Spurweite: | 891 mm (schwed. 3-Fuß-Spur) |                                  |                 |
| |                             |                                  |                 |
| \| \| \| Schiff von Finspång nach Fiskeby \| \| \| \| 0,0 \| Fiskeby \| Fiskeby \| \| \| 5,5 \| Norrköping hamn \| Norrköping hamn \| |                             |                                  |                 |
| |                             | Schiff von Finspång nach Fiskeby |                 |
| Betriebs-/Güterbahnhof Streckenanfang (Strecke außer Betrieb)                                                                         | 0,0                         | Fiskeby                          | Fiskeby         |
| Betriebs-/Güterbahnhof Streckenende (Strecke außer Betrieb)                                                                           | 5,5                         | Norrköping hamn                  | Norrköping hamn |

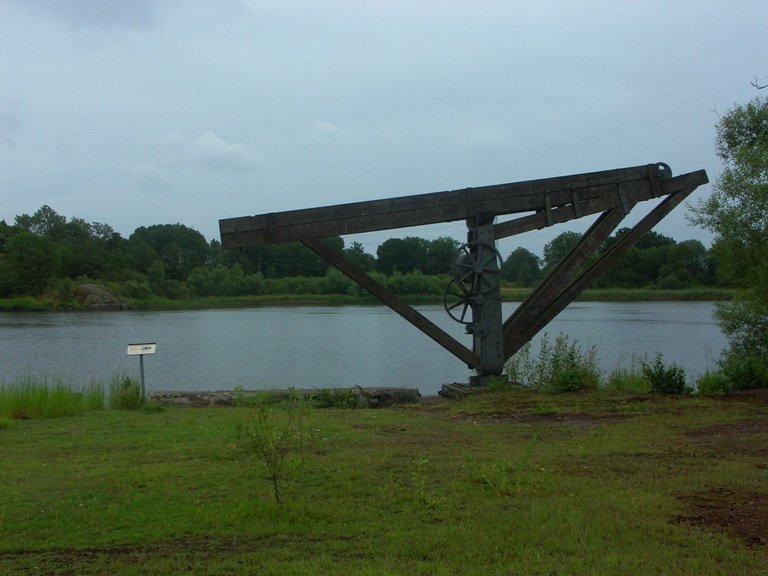
Kran in Fiskeby

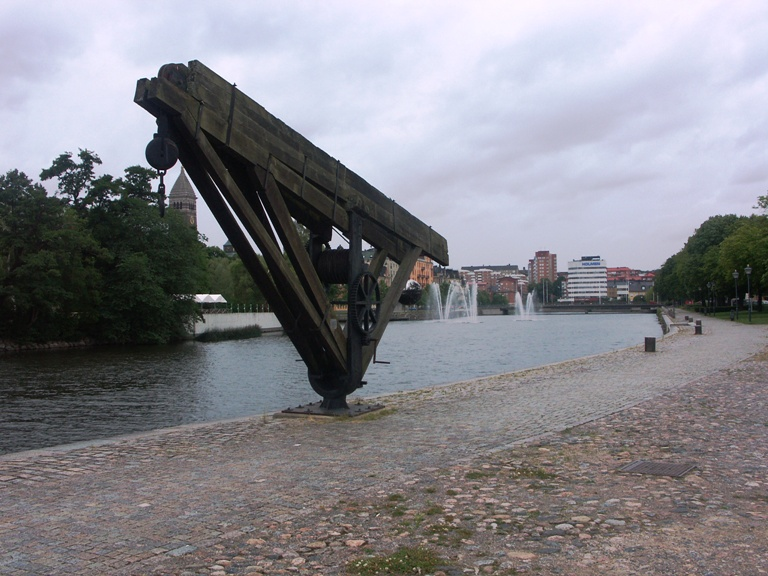
Kran im Hafen von Norrköping

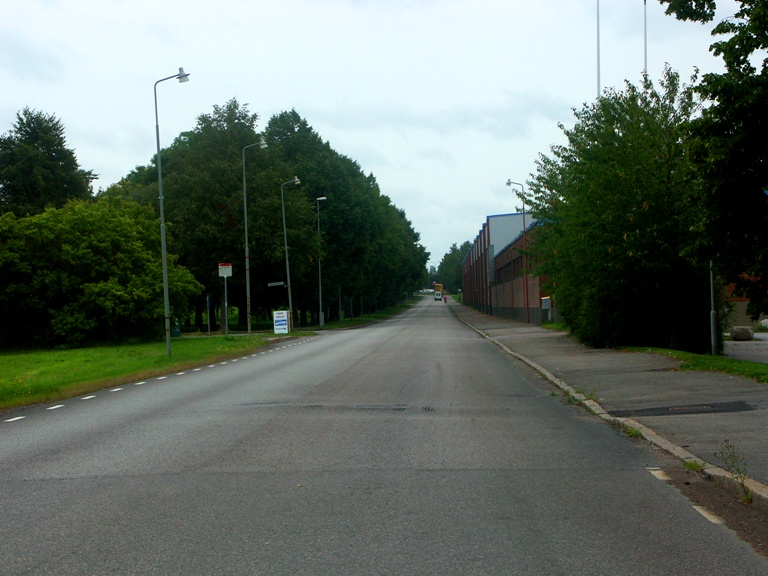
Fiskeby: Die Straße folgt weitgehend der alten Bahnstrecke

Die Fiskeby Järnväg war ein Teil des Transportweges von den Waffenfabriken (darunter Finspångs styckebruk) in Finspång sowie der Umgebung von Lotorp und Hällesta zum Kanonenplatz im Hafen von Norrköping.

## Geschichte
Die Eisenbahn wurde von Carl Edvard Ekman, dem Besitzer der Finspångsverken, 1854 in Auftrag gegeben. Sie war ein Teil der Fiskeby jernvägs- och ångbåts AB. Von Finspång wurden die Güter einschließlich der erzeugten Waffen per Binnenschiff über die Seen Skutbo und Glan bis Fiskeby gebracht, wo die Pferdeeisenbahn zwischen Fiskeby und dem Hafen von Norrköping das letzte Stück dieses Transportweges bildete. Auch die Bahnstrecke Finspång–Lotorp zählte mit zu diesem Transportweg, von der einige der verwendeten Güterwagen stammten.
Die Fiskeby Järnväg wurde von Carl Edward Norström geplant und gebaut, der auch am Bau der Östra stambanan zwischen Nässjö und Katrineholm beteiligt war. Sie war eine Schmalspurbahn mit einer Spurweite von 891 mm (drei schwedische Fuß) und hatte eine Länge von 5,5 km. Auf der alten Bahntrasse zwischen Fiskeby bruk und Finspångsvägen wurde eine Straße gebaut, die heute Fiskebyvägen heißt.
1872 wurde auf Drängen von Carl Ekman auf dem Bauernhof Eksund ein Bahnhof an der neu errichteten Östra stambanan gebaut. Der Bahnhof erhielt ebenso den Namen Eksund. Er war nur etwa zehn Meter vom Südufer des Sees Glan am Übergang zum Motala ström entfernt. Bei der Station wurde ein Hafen errichtet, in den das Dampfschiff Glan von Finspång seine Fracht brachte. Diese wurden dann nach dem Umladen per Bahn weiter transportiert.
In Folge wurde auf der Pferdeeisenbahn der Betrieb 18 Jahre nach dessen Aufnahme im Oktober 1872 eingestellt. Der Hafen von Eksund wurde weiter benutzt, bis die Schifffahrtslinie auf den Seen 1885 durch eine Schmalspurbahn, die Bahnstrecke Finspång–Norsholm (FNJ) ersetzt wurde. Auch diese Strecke wurde auf Betreiben von Ekman gebaut. Die FNJ wurde später ein Teil der Norra Östergötlands Järnvägar (NÖJ) und traf die Östra stambanan an den beiden Stationen Kimstad und Norsholm. In Norsholm bestand ein Hafen am Götakanal.
Am alten Kai in Fiskeby steht ein original erhaltener Kran, der zum Be- und Entladen der Schiffen diente. Am Kai in Norrköping steht eine Kopie dieses Kranes.